# 幸福な食卓
『幸福な食卓』（こうふくなしょくたく）は、瀬尾まいこの長編小説である。2006年にコミックが出版され、映画が2007年1月27日に公開。

## ストーリー
「父さんは今日で父さんをやめようと思う。」佐和子の父・弘はある朝の食卓で言った。 母さんは家を出て、天才と呼ばれた兄・直ちゃんは大学に行かず、突然農業を始めた。戸惑いながら生きる佐和子は、同じ塾に通う大浦勉学と出会う。驚くほど単純な性格の大浦だが、いつしか佐和子にとっては心の支えとなっていた。2人はそろって同じ進学校に合格し高校生活を始める。

## 小説
- 第26回（2005年）吉川英治文学新人賞受賞作。[1]
- 2004年11月、講談社から出版（ISBN 9784062126731）。

## コミック
- イラスト：くりた陸
- 2006年11月、講談社から出版（ISBN 9784063654219）。

## 映画

### キャスト
- 中原佐和子 - 北乃きい[2]
- 大浦勉学 - 勝地涼[2]
- 中原直 - 平岡祐太[2]
- 小林ヨシコ - さくら
- 中原弘 - 羽場裕一[2]
- 中原由里子 - 石田ゆり子[3]
- 中学の担任教師 - 中村育二

### スタッフ
- 監督：小松隆志（MMJ）[2]
- 脚本：長谷川康夫
- プロデューサー：小滝祥平
- 撮影：喜久村徳章
- 照明：大坂章夫
- 美術：金田克美
- 装飾：松本良二
- 録音：武進
- 整音：小野寺修
- 編集：阿部亙英
- 音楽：小林武史
- 主題歌：Mr.Children「くるみ -for the Film- 幸福な食卓」[4]
  - シングル「しるし」、アルバム『B-SIDE』に収録されている。
- 宣伝協力：テレビ朝日
- 制作プロダクション：デスティニー
- 製作：「幸福な食卓」アソシエイツ（ジェネオンエンタテインメント、松竹、電通、テレビ朝日、IMAGICA、LDH、アドギア、デスティニー）
- 配給：松竹